# Funkcja informacyjna języka
Funkcja informatywna (informacyjna, przedstawieniowa, poznawcza) – funkcja wypowiedzi polegająca na prezentacji fragmentów rzeczywistości. Skupia się na samym komunikacie i jego wartości informacyjnej, przekazywanej w sposób jednoznaczny i klarowny. W wypowiedziach o funkcji informatywnej przeważają zdania oznajmujące, brak w tych tekstach wykrzyknień, pytań retorycznych i wypowiedzi eliptycznych.
Szczególną odmianą tej funkcji jest funkcja metajęzykowa, zawężona do opisu samego kodu/przekazu językowego.

## Przykłady
- W Puszczy Białowieskiej żyje trzysta żubrów.
- Zebranie rozpocznie się o godzinie 16:00.